# 33ª Divisione fanteria "Acqui"
La 33ª Divisione "Acqui" è una delle Grandi Unità del Regio Esercito nella seconda guerra mondiale, dissolta dalle forze armate tedesche durante l'eccidio di Cefalonia e in seguito ricostituita.

## Storia
Costituita come Brigata "Acqui" il 25 ottobre 1831 si compone di due reggimenti, 1° e 2° di fanteria.
La Brigata trae le proprie origini dal Reggimento Desportes, costituito nel 1703 nel Regno di Sardegna, che più volte cambiò denominazione, combattendo nel 1796 la campagna d'Italia contro Napoleone Bonaparte con il nome di "Reggimento di Alessandria", venendo poi sciolto nel 1798, per essere poi ricostituito nel 1814 con il nome di "Reggimento di Alessandria", diventando l'anno successivo Brigata "Alessandria", sciolta il 31 maggio 1821 per aver partecipato ai moti costituzionali piemontesi. Il personale della Brigata venne inserito nel III Battaglione provvisorio di linea, assumendo nel 1831 la denominazione "1º Reggimento (Brigata Acqui)" e 17º Reggimento Fanteria "Acqui" nel 1881, anno in cui la Brigata "Acqui" venne ricostituita dopo che era stata sciolta nel 1871.
Nel corso della prima guerra mondiale la Brigata "Acqui" venne inviata a combattere sul basso Isonzo e a Monfalcone, concludendo in seguito la guerra a Trento.
Sciolta il 15 ottobre del 1926 viene ricostituita nell'agosto 1939 come Divisione di Fanteria "Acqui" (33ª) e nel 1940 venne inserita nell'organico la 18ª Legione d'assalto "Camicie Nere".

### 1940-1943
Nel giugno 1940 la "Acqui" si trovava dislocata lungo il confine con la Francia, in Valle Stura (settore Colle del Ferro-Argentera-Colle della Maddalena-Colle Ruberent); tra il 23 e il 24 giugno la Divisione partecipò alla Battaglia delle Alpi Occidentali, occupando la conca di Condamine e la Val Ubajette. Dopo l'Armistizio di Villa Incisa la "Acqui" fu trasferita nuovamente in territorio metropolitano, venendo stanziata in Veneto.
Il 6 dicembre 1940 ebbe inizio il trasferimento della "Acqui" in Albania; entro il 18 dicembre la Divisione si trovava schierata sul fronte greco-albanese, tra la zona di Himara e la Valle Shishitza. Nei giorni seguenti i reparti della "Acqui" parteciparono ai primi combattimenti, volti ad arrestare l'offensiva greca verso Valona. Nel gennaio 1941 la Divisione partecipò a duri scontri per il controllo del nodo mulattiero di Qafa e Gurt, che fu più volte perso e ripreso, mentre in febbraio fu schierata in Val Shushitza-Smokthina e in marzo conquistò il Monte Kocos. In aprile, con l'intervento tedesco contro la Grecia, le forze italiane lanciarono a loro volta un'offensiva finale; la "Acqui" attaccò il 14 aprile le posizioni elleniche a Bolena, nella zona di Vranishta e sul monte Messimerit, e il 20 aprile giunse a Santi Quaranta, per poi avanzare nell'Epiro meridionale, occupando Igoumenitsa e Murtos. Le perdite della "Acqui" durante la campagna di Grecia (dal 20 dicembre 1940 al 23 aprile 1941) ammontarono complessivamente a 481 caduti, 1 163 dispersi, 1 361 feriti e 672 congelati.
Terminata la campagna di Grecia, la "Acqui" venne trasferita con compiti di presidio nelle isole Ionie, ripartita tra Corfù, presidiata dal 18º Reggimento fanteria, comandato dal colonnello Luigi Lusignani, e da parte del 33º Reggimento artiglieria, e Cefalonia, in cui era acquartierato il resto.

### L'eccidio di Cefalonia
Dopo l'armistizio, in seguito alla dissoluzione delle forze armate lasciate senza ordini dal governo Badoglio, mentre il re Vittorio Emanuele III si era rifugiato nel Sud libero ma non ancora in mano agli Alleati, a differenza della maggioranza delle altre grandi unità che, complice la situazione geografica e la vaghezza degli ordini, si arresero ai tedeschi, la "Acqui" decise di resistere.
Stessa scelta compì il 18º Reggimento in Corfù, con ancora maggiore prontezza del comando di divisione e del presidio di Cefalonia.
I tedeschi, per i quali Cefalonia e Corfù avevano una rilevante importanza strategica, poiché controllavano l'accesso al golfo di Corinto, decisero di prendere con la forza il controllo dell'isola dopo aver inviato un ultimatum al comando italiano, e accompagnandolo a varie azioni belliche, come il disarmo di reparti e batterie isolati e la presa di prigionieri italiani.
Dapprima venne cercato un possibile accordo, che prevedesse il rimpatrio della divisione, ma ciò non rientrava nelle eventualità previste dai tedeschi. Nel momento in cui i tedeschi cercarono di occupare militarmente l'isola, vi fu una reazione armata da parte italiana, e le ostilità iniziarono su larga scala.

#### Gli scontri

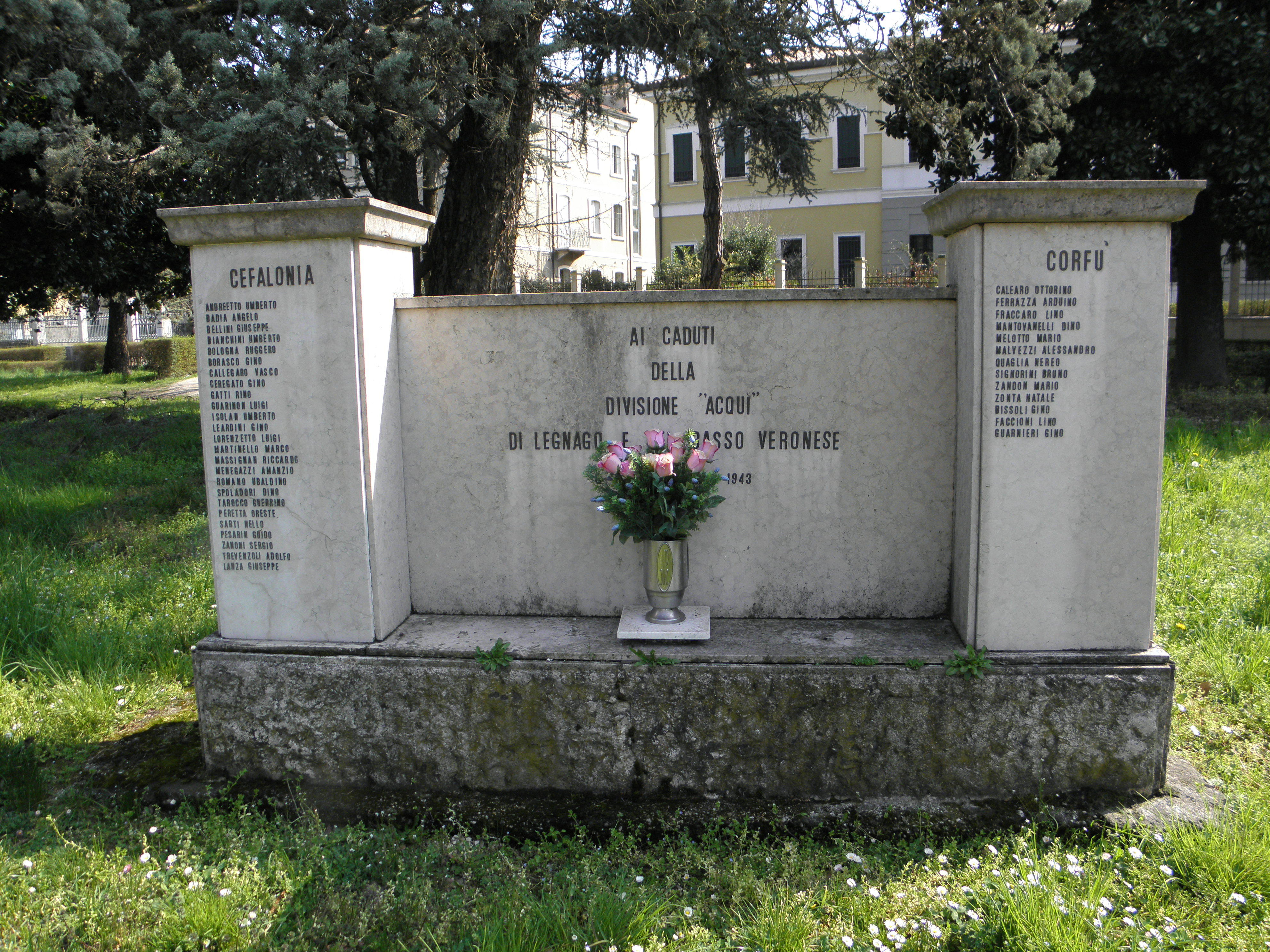
Legnago, il monumento a memoria dei caduti della Divisione Acqui a Cefalonia e Corfù.

Quando il comandante, generale Antonio Gandin, sentito comunque il parere delle truppe componenti il presidio, pur cosciente della difficoltà a resistere senza una catena logistica alle spalle, contro un nemico padrone della terraferma e dell'aria, rifiutò l'ultimatum tedesco, inviò ripetute e pressanti richieste d'aiuto allo Stato maggiore (che allora si trovava a Bari, a circa 400 km) e venne quasi totalmente ignorato. 
L'unico a rispondere fu l'ammiraglio Giovanni Galati, comandante la piazza di Brindisi che dispose l'invio di due torpediniere, Clio e Sirio, stipate di viveri e munizioni, verso Cefalonia. Avuta notizia della partenza, il comando alleato ordinò perentoriamente di richiamare le navi. In effetti, al momento la Puglia ospitava delle forze aeree alleate, ma nessun aereo alleato affiancò i soldati della "Acqui". 
Dopo diversi giorni di combattimento, esaurite le munizioni per l'artiglieria e disarticolata l'unità dagli attacchi tedeschi, senza nessun appoggio da parte degli alleati (Brindisi, allora nell'Italia occupata dagli alleati dista oltre 300 km da Corfù, 400 da Cefalonia), avendo subito perdite elevate, il generale Gandin, decise di capitolare il 21 settembre.
Ma era comunque la resa di un reparto in uniforme, che obbediva a ordini legittimi, come quello di non cedere le armi e resistere a ogni aggressione, e ciò avrebbe dovuto assicurare ai prigionieri il rispetto della Convenzione di Ginevra sui prigionieri di guerra.
Subito dopo, venne dato il via a un indiscriminato massacro verso i soldati e ancora di più verso gli ufficiali italiani; non vi è accordo tra le varie fonti, ufficiali e no, sul numero complessivo, ma certo diverse migliaia di soldati italiani persero la vita per aver voluto difendere il loro onore militare e il giuramento al loro paese al quale si sentivano vincolati.
Da allora, il nome della divisione è legato indissolubilmente all'eccidio di Cefalonia da parte dei tedeschi.
Anche le truppe stanziate a Corfù comandate dal colonnello Luigi Lusignani, che in un primo tempo avevano sopraffatto la guarnigione tedesca, dopo una lunga resistenza (i combattimenti durarono dal 13 al 26 settembre), furono travolte da uno sbarco di rinforzi tedeschi, proprio quando il comando alleato aveva iniziato a contemplare un intervento diretto di truppe inglesi. E anche a Corfù gli ufficiali italiani, dopo la resa, furono oggetto di numerose fucilazioni nella fortezza della Corfù. Il corpo del col. Lusignani fu gettato in mare insieme a quello dei suoi ufficiali e mai più ritrovato.

#### Le diverse ricostruzioni
I fatti sono stati ricostruiti da diverse parti, ma l'argomento è estremamente controverso, poiché coinvolge aspetti politici interni ed esteri, specificatamente il comportamento degli alleati anglo-americani.
Il mancato impiego dei reparti inglesi è secondo taluni da addebitarsi ad un misto di diffidenza, risentimento e noncuranza nei confronti delle residue forze italiane e del Regno del Sud.
Perciò l'argomento è stato ignorato a lungo nel dopoguerra, e di recente è stato rimesso in discussione sia nelle motivazioni che nella ricostruzione storica. Dei 163 superstiti alcuni, tra cui Ferruccio Cecconi (artigliere), furono deportati in Germania o in Russia, da dove molti non tornarono più. Tra i pochi scampati alla prigionia, ci furono l'eroico cappellano militare Padre Romualdo Formato, che scrisse negli anni '50 un libro intitolato appunto "L'eccidio di Cefalonia", lo scrittore e conduttore televisivo Luigi Silori, allora sottotenente di artiglieria e Zefferino Zampieri, un soldato semplice.

## Ordine di battaglia nel 1943

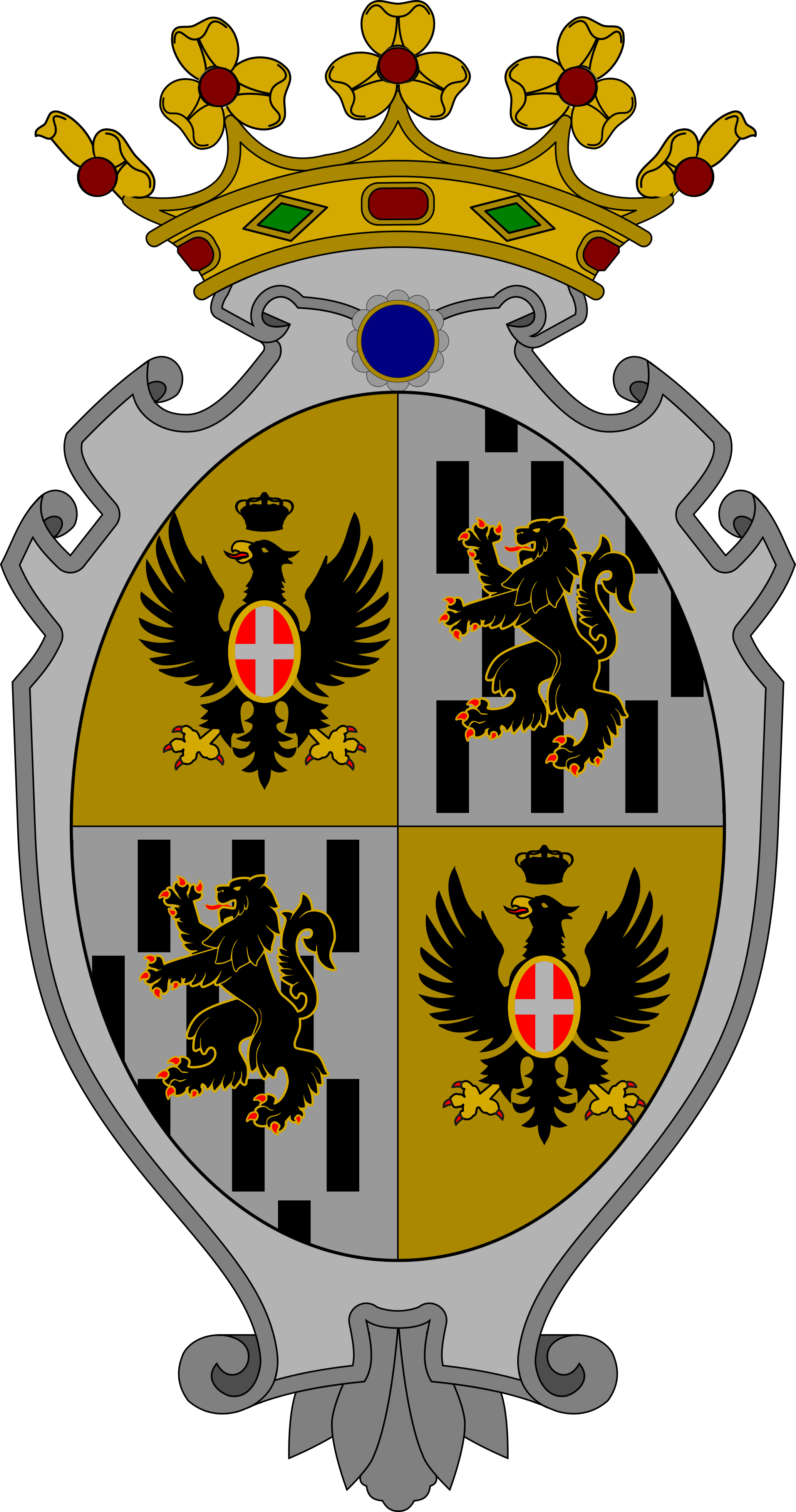
Stemma araldico del 18° Rgt.fanteria "Acqui", 1939

- Comando della fanteria divisionale (Gen. B. Arduino Garelli dal 10 giugno 1942 poi Gen. B. Luigi Gherzi dal 6 giugno 1943)
- 17º Rgt. fanteria "Acqui"
- 18º Rgt. fanteria "Acqui"
- 317º Rgt fanteria "Acqui" (dal 14-11-1941)
- 27ª Legione CC.NN. d'assalto
  - 19º Btg. CC.NN. "Fedelissima"
- 33º Rgt. Artiglieria
  - 1º Gr. artiglieria
  - 2º Gr. artiglieria
  - 3º Gr. artiglieria
  - 33ª Btr. art. contraerea da 20 mm
- 33º Btg. mortai da 81
- 33º Btg. mitraglieri
- 31ª Cp. Genio
- 33ª Cp. mista telegrafisti/marconisti
- 31ª Cp. Sit.
- 3ª Sez. Sanità
- 4ª Sez. Sussistenza
- 9ª Sez. panettieri
- 7º Btg. CC.RR.

## Tempi recenti
La Grande unità è stata ricostituita a livello di Brigata con la denominazione di Brigata motorizzata "Acqui" il 1º ottobre 1975; riconfigurata come brigata meccanizzata, col nome di Brigata meccanizzata "Acqui" il 1º ottobre 1991, venne impiegata dal 1992 a più riprese nell'Operazione "Vespri Siciliani" fino ad uno scioglimento avvenuto il 30 giugno 1996.
Nel 2002 la Divisione "Acqui" venne ricostituita per ridenominazione della 3ª Divisione "Celere" con compiti di Comando di pianificazione senza reparti assegnati in tempo di pace, può essere rischierato anche all'estero nell'ambito di missioni militari di peacekeeping, inquadrando unità a livello di Brigata e servizi.
Nel 2016 la Divisione "Acqui", a seguito del riordino della struttura ordinativa dell'Esercito Italiano, assume il comando delle Brigate "Granatieri di Sardegna", "Aosta", "Pinerolo", "Sassari", "Garibaldi" e del Reparto Comando e Supporti Tattici "Acqui", quest'ultimo di livello reggimentale, nella stessa sede di San Giorgio a Cremano (Napoli).
Nel 2018, in seguito a dei provvedimenti ordinativi, sono state snellite le competenze della Divisione, concentrando gli sforzi sul fronte delle esercitazioni. 
Nel 2019 il Comando ha ricevuto l'abilitazione all'addestramento di livello nazionale che permette di unirsi ad una Task Force italiana a disposizione della Difesa.

## I comandanti del passato[5]
- Brigata di "Alessandria" (1815-21)
  - Col. Paolo Ceca di Vaglieranno
- Brigata "Acqui" (1831-71)
  - Col. Giovanni Camosci
  - Magg. Gen. Mario Saluzzo della Manta
  - Magg. Gen. Carlo Giovanni Fossati
  - Magg. Gen. Pasquale Carta
  - Magg. Gen. Clemente De Nicod de Maugny
  - Magg. Gen. Pietro Falletti di Villafalletti
  - Magg. Gen. Vittorio Delfino
  - Magg. Gen. Angelo Bongiovanni di Castelborgo
  - Magg. Gen. Luigi Filippo Gozani di Treville
  - Magg. Gen. Alessandro Luigi de Saint Pierre
  - Magg. Gen. Alessandro Rocci
  - Col. Michele Scano (int.)
  - Magg. Gen. Mario Disma Schiaffino
  - Magg. Gen. Edoardo Langè
  - Magg. Gen. Edoardo Brianza
- Brigata "Acqui" (1881-1926)
  - Magg. Gen. Michele Massari
  - Magg. Gen. Antonio Morici
  - Magg. Gen. Carlo Medici di Marignano
  - Magg. Gen. Giuseppe Mirri
  - Magg. Gen. Eugenio Tommasi
  - Magg. Gen. Luigi Stevenson
  - Magg. Gen. Giovanni Goiran
  - Magg. Gen. Luigi Nava
  - Magg. Gen. Ernesto Chiarla
  - Magg. Gen. Massimo Tommasoni
  - Magg. Gen. Pier Luigi Sagramoso
  - Magg. Gen. Giuseppe Merarini
  - Magg. Gen. Giuseppe Paolini
  - Magg. Gen. Gaspare Leone
  - Brig. Gen. Alfonso Gazzano
  - Brig. Gen. Emilio Gianpietro
  - Brig. Gen. Clemente Assum
  - Brig. Gen. Raffaele De Vita
  - Gen. B. Ambrogio Clerici
  - Gen. B. Gastone Avogadro di Vigliano
  - Gen. B. Edoardo Marini
- 33ª Divisione fanteria "Acqui" (1939-43)
  - Gen. B. Renato Coturri (int.)
  - Gen. D. Francesco Sartoris
  - Col. Domenico Bonaccorsi (int.)
  - Gen. B. Adamo Mariotti
  - Gen. D. Luigi Mazzini
  - Gen. D. Ernesto Chiminello
  - Gen. D. Antonio Gandin

## Cinematografia
- Il protagonista del film Il mandolino del capitano Corelli è inquadrato nella 33ª Divisione fanteria "Acqui", e ne segue le sorti sia durante la battaglia, sia in occasione della successiva ritirata.
- "Cefalonia" mini serie RAI in due puntate.

## Letteratura
Uno dei personaggi principali del libro Il mandolino del capitano Corelli è Antonio Corelli, un capitano italiano della 33ª Divisione fanteria "Acqui", e ne segue le vicende umane sia durante la battaglia sia dopo la fine della guerra.